# Reichstag (Germania nazista)
Il Reichstag (dal 1938 chiamato Großdeutscher Reichstag) nel periodo della Germania nazista (1933 - 1945) era formalmente il parlamento del Terzo Reich, ma di fatto a partire dal 1933 l'istituzione fu praticamente priva di qualsiasi potere e assunse un ruolo puramente cerimoniale tanto da venire sarcasticamente chiamata, a causa dell'abitudine di iniziare le sedute con l'inno nazionale, la "più cara corale della Germania".

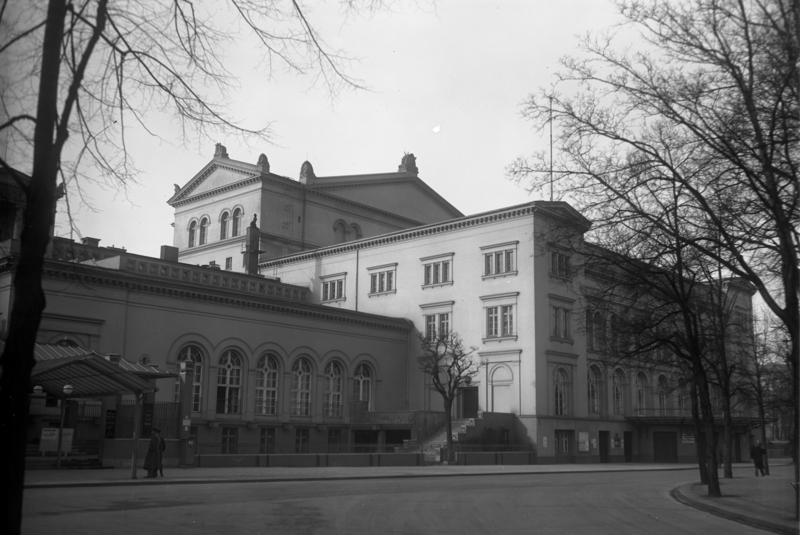
Il Teatro Kroll a Berlino, sede del Reichstag dal 1933

## Premesse
Benché non previsto dalla costituzione della Repubblica di Weimar, a partire dal 1930 divenne sempre più frequente l'utilizzo di leggi delega (Ermächtigungsgesetze) con le quali il parlamento assegnava al governo poteri straordinari. L'articolo 48 della costituzione prevedeva inoltre la possibilità di attribuire poteri straordinari al presidente del Reich in caso di emergenze.
Entrambi questi strumenti, pensati per fare fronte ad emergenze e situazioni temporanee, vennero in realtà usati per aggirare la difficoltà di raggiungere una maggioranza all'interno del Reichstag; in particolare i governi Stresemann, nell'ottobre 1923, e Marx, nel dicembre 1923, ne fecero ampio utilizzo creando un pericoloso precedente.

## 1933
In seguito alle elezioni del 1933 il Partito Nazionalsocialista e il Partito Popolare Nazionale Tedesco ottennero la maggioranza assoluta, l'intenzione di Hitler era quella di esautorare il parlamento e annullare la costituzione. Per raggiungere lo scopo venne innanzitutto modificato il regolamento interno del Reichstag, in modo da poterne assicurare il funzionamento nonostante l'assenza dei parlamentari comunisti incriminati e incarcerati in seguito all'incendio del Reichstag e al successivo decreto dell'incendio del Reichstag. 
Con questo nuovo regolamento e con la presenza, contraria alla legge, di membri armati delle SA e SS venne presentata e approvata, il 24 marzo del 1933, la "Legge a rimedio dell'afflizione sofferta dal Popolo e dal Reich" (in tedesco Gesetz zur Behebung der Not von Volk und Reich), chiamata anche "Decreto dei pieni poteri". La legge venne approvata da tutti i partiti, con il solo voto contrario dei deputati dell'SPD guidati da Otto Wels; furono indispensabili, per il raggiungimento della maggioranza dei due terzi, i voti del Partito di Centro Tedesco di ispirazione cattolica.

## Sede e sedute

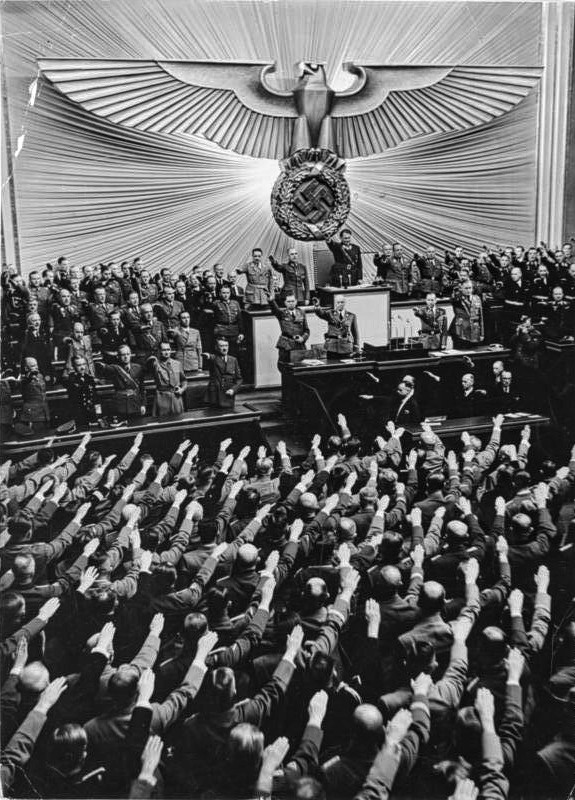
Seduta del Reichstag del 19 aprile 1940

Dopo l'incendio del febbraio 1933 il Palazzo del Reichstag era divenuto inutilizzabile per le sedute del parlamento, sicché attrezzata allo scopo la sala del Teatro Kroll.
Dopo l'approvazione del "decreto dei pieni poteri" il Reichstag si riunì diciannove volte. Durante queste sedute vennero approvate solo sette leggi, contro le 986 approvate dal governo in virtù dei suoi pieni poteri.
Due di queste riguardavano il rinnovo per altri quattro anni del "Decreto dei pieni poteri"; le altre cinque furono: 
- la "Legge per la ricostruzione del Reich" del 30 gennaio 1934
- la "legge per la protezione del sangue e dell'onore tedesco"
- la "legge sulla cittadinanza del Reich"
- la "legge sulla bandiera del Reich" tutte e tre approvate il 15 settembre 1935 e chiamate Leggi di Norimberga
- la legge per la riunificazione della Città Libera di Danzica con il Reich del 1º settembre 1939.

L'ultima seduta del Reichstag fu il 26 aprile del 1942, nel corso di questa seduta venne decisa all'unanimità l'attribuzione del potere decisionale e giuridico completo a Hitler.